# 索特里特河
52°53′23″N 10°9′49″E / 52.88972°N 10.16361°E

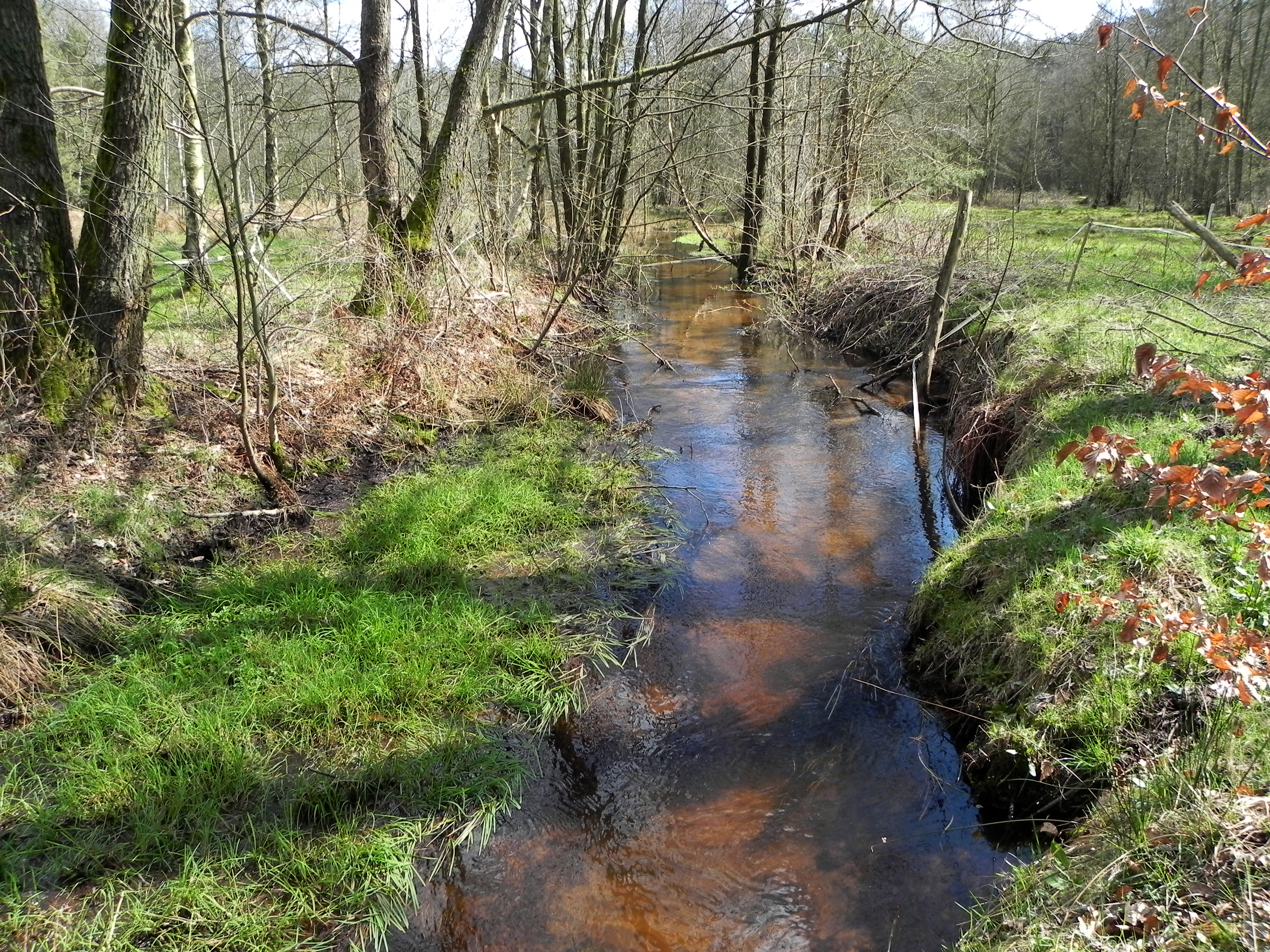

索特里特河（德語：Sothrieth），是德國的河流，位於該國西北部，由下薩克森州負責管轄，河道全長8.2公里，發源自下呂斯西北面，河口處在法斯貝格以南。